# Elecciones generales de Italia de 1919
Las elecciones generales se celebraron en el Reino de Italia el 16 de noviembre de 1919. En estas, los liberales de la coalición del Gobierno perdieron la mayoría absoluta en la Cámara de Diputados, debido al éxito del Partido Socialista Italiano (PSI) y Partido Popular Italiano (PPI), escisión de los Liberales.

## Sistema electoral
El antiguo sistema de uso de circunscripciones uninominales con votación mayoritaria en dos vueltas fue abolido y reemplazado con representación proporcional en 58 circunscripciones con entre 5 y 20 miembros.

## Contexto histórico
Las elecciones tuvieron lugar en medio del Biennio rosso ("Bienio Rojo"), un periodo de dos años, entre 1919 y 1920, de conflicto social intenso en Italia, posterior a la Primera Guerra Mundial. El periodo revolucionario estuvo seguido por la reacción violenta de los Camisas negras y finalmente por la Marcha encima Roma de Benito Mussolini en 1922.
El Biennio Rosso tuvo lugar en un contexto de crisis económica al final de la guerra, con un alto paro e inestabilidad política. Estuvo caracterizado por huelgas de masas, manifestaciones de trabajadores, así como de ocupaciones de tierras y fábricas. En Turin y Milán, el consejo obrero formó a los trabajadores y muchas ocupaciones de fábricas tuvieron lugar bajo la jefatura de anarcosindicalistas. Las agitaciones también se extendieron a las áreas agrícolas de la Llanura Padana y estuvo acompañado por huelgas campesinas, guerrillas entre milicias de la izquierda y derecha.
En las elecciones generales, el fragmentado gobierno liberal perdió la mayoría absoluta en la Cámara de Diputados, debido al éxito del Partido Socialista Italiano y el Partido Popular Italiano. Los Socialistas de Nicola Bombacci recibieron la mayoría de votos en casi cada región y especialmente en Emilia-Romaña (60,0%), Piamonte (49,7%), Lombardía (45,9%), Toscana (41,7%) y Umbría (46.5%), mientras el Partido Popular era el partido más grande en el Véneto (42,6%) y vino segundo en Lombardía (30,1%) y las listas Liberales eran más fuertes en Italia Del sur (encima 50% en lis Abruzos, Campania, Basilicata, Apulia, Calabria y Sicilia).

## Partidos y líderes
| Partido | Partido                                       | Ideología                                         | Dirigente                 |
| ------- | --------------------------------------------- | ------------------------------------------------- | ------------------------- |
|         | Partido Socialista Italiano (PSI)             | Socialismo, socialismo revolucionario             | Nicola Bombacci           |
|         | Partido Popular Italiano (PPI)                | Democracia cristiana, Popularismo                 | Luigi Sturzo              |
|         | Liberales, Demócratas y Radicales (LDR)       | Liberalismo, Radicalismo                          | Vittorio Emanuele Orlando |
|         | Partido Democrático Social Italiano (PDSI)    | Socioliberalismo, Radicalismo                     | Giovanni Antonio Colonna  |
|         | Unión Liberal (UL)                            | Liberalismo, Centrismo                            | Giovanni Giolitti         |
|         | Partido de los Combatientes (PdC)             | Nacionalismo italiano, intereses de los Veteranos | Muchos                    |
|         | Partido Radical Italiano (PR)                 | Radicalismo, Republicanismo                       | Francesco Saverio Nitti   |
|         | Partido Económico (PE)                        | Conservadurismo, Liberalismo                      | Ferdinando Bocca          |
|         | Partido Socialista Reformista Italiano (PSRI) | Socialdemocracia, Socioliberalismo                | Leonida Bissolati         |
|         | Partido Republicano Italiano (PRI)            | Republicanismo, Radicalismo                       | Salvatore Barzilai        |

## Coaliciones
| Coalición | Coalición | Partidos                                      | Partidos                          |
| --------- | --------- | --------------------------------------------- | --------------------------------- |
|           | Mayoría   |                                               | Partido Popular Italiano (PPI)    |
|           | Mayoría   | Liberales, Demócratas y Radicales (LDR)       |                                   |
|           | Mayoría   | Partido Democrático Social Italiano (PDSI)    |                                   |
|           | Mayoría   | Unión Liberal (UL)                            |                                   |
|           | Mayoría   | Partido Radical Italiano (PR)                 |                                   |
|           | Mayoría   | Partido Socialista Reformista Italiano (PSRI) |                                   |
|           | Oposición |                                               | Partido Socialista Italiano (PSI) |
|           | Oposición | Partido de los Combatientes (PdC)             |                                   |
|           | Oposición | Partido Económico (PE)                        |                                   |
|           | Oposición | Partido Republicano Italiano (PRI)            |                                   |

## Resultados
| Partido                            | Partido                                       | Votos      | %     | Escaños | +/−   |
| ---------------------------------- | --------------------------------------------- | ---------- | ----- | ------- | ----- |
|                                    | Partido Socialista Italiano (PSI)             | 1.834.792  | 32,28 | 156     | +104  |
|                                    | Partido Popular Italiano (PPI)                | 1.167.354  | 20,53 | 100     | Nuevo |
|                                    | Liberales, Demócratas y Radicales (LDR)       | 904.195    | 15,91 | 96      | Nuevo |
|                                    | Partido Democrático Social Italiano (PDSI)    | 622.310    | 10,95 | 60      | Nuevo |
|                                    | Unión Liberal (UL)                            | 490.384    | 8.63  | 41      | −229  |
|                                    | Partido de los Combatientes (PdC)             | 232.923    | 4,10  | 20      | Nuevo |
|                                    | Partido Radical Italiano (PR)                 | 110.697    | 1,95  | 12      | −50   |
|                                    | Partido Económico (PE)                        | 87.450     | 1,54  | 7       | Nuevo |
|                                    | Partido Socialista Reformista Italiano (PSRI) | 82.157     | 1,45  | 6       | −13   |
|                                    | Partido Popular de los Disidentes (PDP)       | 65.421     | 1,15  | 0       | Nuevo |
|                                    | Partido Republicano Italiano (PRI)            | 53.197     | 0,94  | 9       | +1    |
|                                    | Socialistas Independientes                    | 33.938     | 0,60  | 1       | −7    |
| Votos válidos                      | Votos válidos                                 | 5.684.818  | 98,12 | –       | –     |
| Votos inválidos/en blanco          | Votos inválidos/en blanco                     | 108.674    | 1,88  | –       | –     |
| Total                              | Total                                         | 5.793.492  | 100   | 508     | ±0    |
| Votantes registrados/participación | Votantes registrados/participación            | 10.239.326 | 56,58 | –       | –     |

| \| Voto popular \| Voto popular \| Voto popular \| Voto popular \| Voto popular \| \| ------------ \| ------------ \| ------------ \| ------------ \| ------------ \| \| \| \| \| \| \| \| PSI \| PSI \| \| 32.28 % \| 32.28 % \| \| PPI \| PPI \| \| 20.53 % \| 20.53 % \| \| LDR \| LDR \| \| 15.91 % \| 15.91 % \| \| PD \| PD \| \| 10.95 % \| 10.95 % \| \| UL \| UL \| \| 8.63 % \| 8.63 % \| \| PdC \| PdC \| \| 4.10 % \| 4.10 % \| \| PR \| PR \| \| 1.95 % \| 1.95 % \| \| PE \| PE \| \| 1.54 % \| 1.54 % \| \| PSRI \| PSRI \| \| 1.45 % \| 1.45 % \| \| Otros \| Otros \| \| 2.68 % \| 2.68 % \| |       |  |         |         |
| Voto popular |       |  |         |         |
| |       |  |         |         |
| PSI | PSI   |  | 32.28 % | 32.28 % |
| PPI | PPI   |  | 20.53 % | 20.53 % |
| LDR | LDR   |  | 15.91 % | 15.91 % |
| PD | PD    |  | 10.95 % | 10.95 % |
| UL | UL    |  | 8.63 %  | 8.63 %  |
| PdC | PdC   |  | 4.10 %  | 4.10 %  |
| PR | PR    |  | 1.95 %  | 1.95 %  |
| PE | PE    |  | 1.54 %  | 1.54 %  |
| PSRI | PSRI  |  | 1.45 %  | 1.45 %  |
| Otros | Otros |  | 2.68 %  | 2.68 %  |

| \| Escaños \| Escaños \| Escaños \| Escaños \| Escaños \| \| ------- \| ------- \| ------- \| ------- \| ------- \| \| \| \| \| \| \| \| PSI \| PSI \| \| 30.71 % \| 30.71 % \| \| PPI \| PPI \| \| 19.69 % \| 19.69 % \| \| LDR \| LDR \| \| 18.90 % \| 18.90 % \| \| PD \| PD \| \| 11.81 % \| 11.81 % \| \| UL \| UL \| \| 8.07 % \| 8.07 % \| \| PdC \| PdC \| \| 3.94 % \| 3.94 % \| \| PR \| PR \| \| 2.36 % \| 2.36 % \| \| PE \| PE \| \| 1.38 % \| 1.38 % \| \| PSRI \| PSRI \| \| 1.18 % \| 1.18 % \| \| Otros \| Otros \| \| 1.97 % \| 1.97 % \| |       |  |         |         |
| Escaños |       |  |         |         |
| |       |  |         |         |
| PSI | PSI   |  | 30.71 % | 30.71 % |
| PPI | PPI   |  | 19.69 % | 19.69 % |
| LDR | LDR   |  | 18.90 % | 18.90 % |
| PD | PD    |  | 11.81 % | 11.81 % |
| UL | UL    |  | 8.07 %  | 8.07 %  |
| PdC | PdC   |  | 3.94 %  | 3.94 %  |
| PR | PR    |  | 2.36 %  | 2.36 %  |
| PE | PE    |  | 1.38 %  | 1.38 %  |
| PSRI | PSRI  |  | 1.18 %  | 1.18 %  |
| Otros | Otros |  | 1.97 %  | 1.97 %  |

### Primer partido por región
| Región           | 1er Lugar | 1er Lugar | 2.º Lugar | 2.º Lugar | 3er Lugar | 3er Lugar |
| ---------------- | --------- | --------- | --------- | --------- | --------- | --------- |
| Abruzzi e Molise |           | LDR–UL    |           | PSI       |           | PPI       |
| Apulia           |           | LDR–UL    |           | PSI       |           | PPI       |
| Basilicata       |           | LDR–UL    |           | PSI       |           | PPI       |
| Calabria         |           | LDR–UL    |           | PPI       |           | PSI       |
| Campania         |           | LDR–UL    |           | PPI       |           | PSI       |
| Emilia-Romaña    |           | PSI       |           | LDR–UL    |           | PPI       |
| Lacio            |           | LDR–UL    |           | PPI       |           | PSI       |
| Liguria          |           | LDR–UL    |           | PSI       |           | PPI       |
| Lombardía        |           | PSI       |           | PPI       |           | LDR–UL    |
| Marcas           |           | PSI       |           | LDR–UL    |           | PPI       |
| Piamonte         |           | PSI       |           | LDR–UL    |           | PPI       |
| Cerdeña          |           | LDR–UL    |           | PPI       |           | PSI       |
| Sicilia          |           | LDR–UL    |           | PPI       |           | PSI       |
| Toscana          |           | PSI       |           | LDR–UL    |           | PPI       |
| Umbría           |           | PSI       |           | LDR–UL    |           | PPI       |
| Véneto           |           | PPI       |           | PSI       |           | LDR–UL    |

### Participación
| Región                          | Participación |
| ------------------------------- | ------------- |
| Abruzzi e Molise                | 51,3%         |
| Apulia                          | 54,2%         |
| Basilicata                      | 50,9%         |
| Calabria                        | 47,9%         |
| Campania                        | 49,9%         |
| Emilia                          | 71,5%         |
| Lacio                           | 47,5%         |
| Liguria                         | 60,5%         |
| Lombardía                       | 67,4%         |
| Marcas                          | 47,6%         |
| Piamonte                        | 63,0%         |
| Cerdeña                         | 55,5%         |
| Sicilia                         | 44,5%         |
| Toscana                         | 61,3%         |
| Umbría                          | 56,2%         |
| Véneto                          | 51,5%         |
| Total                           | 56,6%         |
| Fuente: Ministerio del Interior |               |